# Sigríður Tómasdóttir

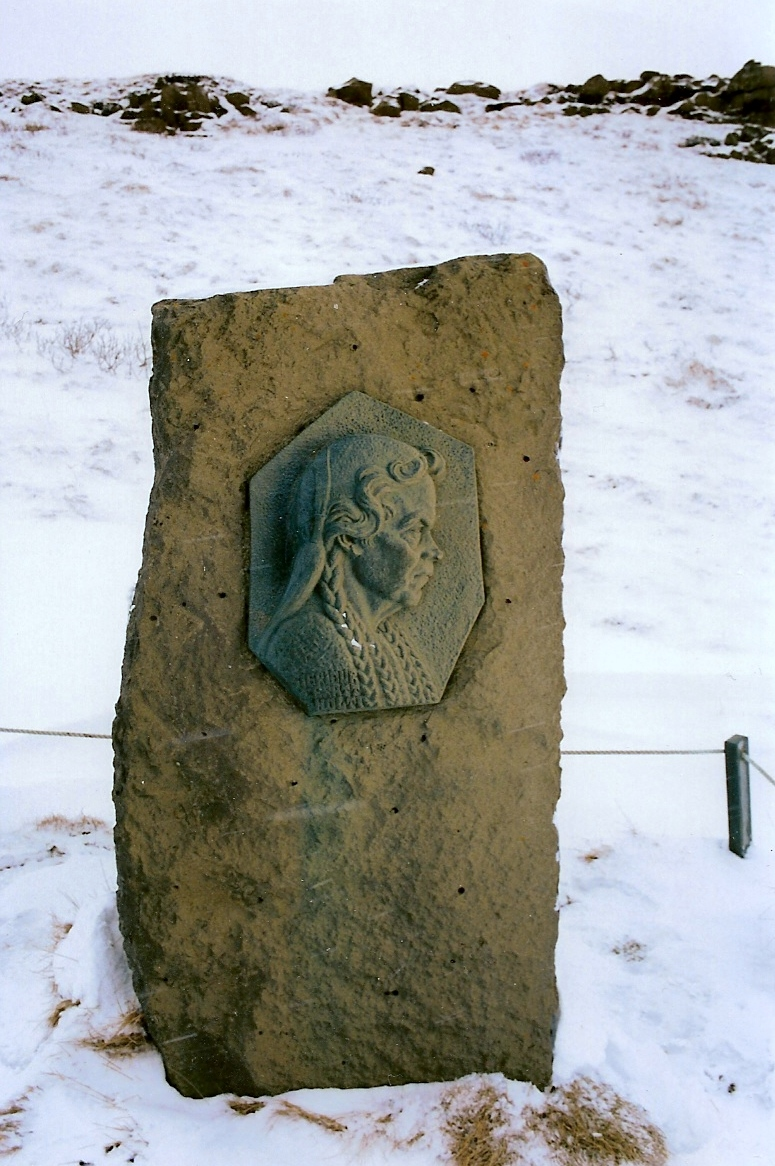
Denkmal für Sigríður Tómasdóttir am Gullfoss-Wasserfall

Sigríður Tómasdóttir (* 24. Februar 1871 in Brattholt; † 17. November 1957 in Hafnarfjörður) war eine isländische Umweltschützerin. Sie ist vor allem für ihren Einsatz zum Schutz des Gullfoss-Wasserfalls bekannt, welcher sie zu einer Vorreiterin des Umweltschutzes in Island machte.

## Leben
Sigríður Tómasdóttir wurde 1871 in Brattholt am Beginn der Gullfoss-Schlucht geboren. Ihre Eltern waren der Bauer Tómas Tómasson aus Brattholt und Margrét Þórðardóttir. Sigríður wuchs in einer ländlichen und naturverbundenen Umgebung auf, die ihre spätere Lebensarbeit prägen sollte. Obwohl sie keine formale Schulbildung genoss, beherrschte sie alle gängigen Arbeiten, sowohl im Freien als auch im Haus. Sie war eine talentierte Zeichnerin und Handwerkerin, die für ihre Darstellungen von Pflanzen und Tieren bekannt war.
Nach dem Tod ihrer Eltern führte sie den Hof in Brattholt zusammen mit Einar Guðmundsson fort, der als Kind in Brattholt aufgenommen worden war. Im Jahr 1952 brannte ihr Haus nieder. Sie und Einar lebten bis zum Umzug in ein neues Haus im Jahr 1954 in einem Teil des Stalls. Sigríður verbrachte ihr gesamtes Leben in Brattholt und verstarb 1957 in Hafnarfjörður. Sie wurde auf dem Friedhof von Haukadalur beigesetzt.

## Wirken

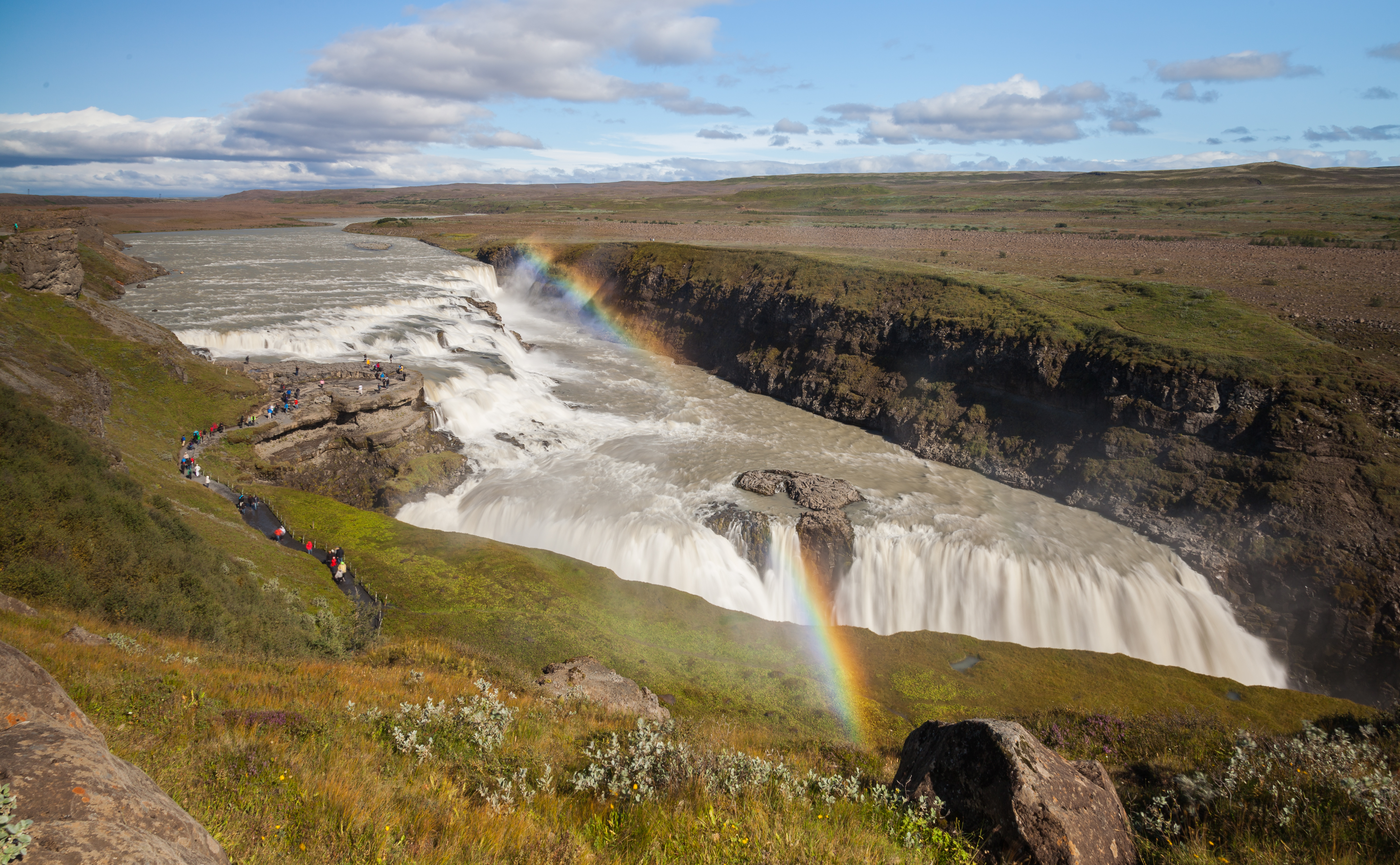
Ohne Sigríður Tómasdóttirs Engagement wäre der mittlerweile unter Naturschutz stehende Gullfoss-Wasserfall einem Kraftwerkprojekt zum Opfer gefallen

Sigríður Tómasdóttir kämpfte leidenschaftlich gegen Pläne zur Nutzung des Wasserfalls, dessen Wasser gefasst und über eine Turbine geleitet werden sollte. Sie drohte sogar, sich in den Wasserfall zu stürzen, sollte dieser für Kraftwerkszwecke genutzt werden: Als die Ingenieure kamen, postierte sie sich über der Schlucht und kündigte an, sie werde hinunterspringen, falls auch nur ein Stein verschoben werde; die Wasserbauer zogen schließlich ab, und das Projekt wurde aufgegeben. Hierbei half ihr Anwalt Sveinn Björnsson, der später der erste Präsident Islands wurde; sie erreichten gemeinsam die Annullierung eines bereits geschlossenen Vertrages und den Übergang des Gullfoss in den Besitz des isländischen Volkes. Sigríður gilt in Island seither als Retterin des Gullfoss. Ihre Entschlossenheit brachte ihr landesweite Anerkennung und stärkte die Bedeutung des Naturschutzes in der öffentlichen Wahrnehmung des Landes.
Sigríður und ihre Schwester spielten auch eine wichtige Rolle bei der Förderung des Tourismus in der Region, indem sie den ersten Pfad zum Gullfoss anlegten und Besucher zum Wasserfall führten. Ihr künstlerisches Talent und ihr Engagement für den Naturschutz trugen dazu bei, dass Sigríður eine inspirierende Figur in der isländischen Geschichte wurde. Als Anerkennung für ihr Lebenswerk und ihren Beitrag zum Schutz von Islands Naturerbe wurde 1978 ein Denkmal zu ihren Ehren nahe dem Gullfoss errichtet. Das Denkmal wurde vom Bildhauer Ríkarður Jónsson geschaffen. Nach ihr ist zudem ein Umweltpreis benannt.